# ليليان بيكوك
ليليان بيكوك (بالإنجليزية: Lillian Peacock)‏ هي ممثلة أمريكية، ولدت في 23 أكتوبر 1889، وتوفيت في 19 أغسطس 1918.

## وصلات خارجية
- ليليان بيكوك على موقع IMDb (الإنجليزية)
- ليليان بيكوك على موقع قاعدة بيانات الفيلم (الإنجليزية)